# For Sentimental Reasons
For Sentimental Reasons è un brano musicale jazz composto da Edward Heyman, Abner Silver e Al Sherman è fu incisa per la prima volta il 1 ottobre 1936 da  Kay Kyser e la sua orchestra. Il 4 novembre dello stesso anno fu realizzata una versione da Tommy Dorsey e la sua orchestra con la voce di Jack Leonarde, nel mese di dicembre dalle orchestre di Mildred Bailey, Bob Foster, Amanda Randolph e  Al Donahue.

## Incisioni
- 1936, Tommy Dorsey & His Orchestra nell'album 41 Broadcasts,  RCA Victor 1936